# سازند میلا
سازند میلا از سازندهای زمین‌شناسی ایران در البرز با سن کامبرین پسین تا اردویسین پیشین است. نام این سازند از میلاکوه در غرب دامغان گرفته شده‌است. برش الگوی این سازند ۵۸۵ ضخامت داشته و دارای ۵ بخش است که از پایین به بالا شامل: ۱- دولومیت، مارن، شیل، ۲- آهک متبلور تریلوبیت‌دار، ۳- آهک، مارن و سیلتستون، ۴- سیلتستون، ماسه‌سنگ، آهک گلوکونی‌دار و مارن با فسیل تریلوبیت ۵- شیل، ماسه‌سنگ و آهک نازک‌لایه و کوارتزیت می‌شود.
سازند میلا در برش الگو با یک لایه مارنی زرد رنگ بر روی کوارتزیت رأسی قرار می‌گیرد و به صورت ناپیوستگی‌های فرسایشی در زیر سازند جیرود قرار گرفته‌است. با توجه فسیل‌های موجود در این سازند، سن آن کامبرین پسین-اردویسین پیشین است. قسمت بالایی بخش چهارم این سازند گذر کامبرین به اردویسین را نشان می‌دهد.
سازند میلا در البرز، سلطانیه، آذربایجان، کردستان، کبودر آهنگ و بلندی‌های زاگرس و ایران مرکزی گسترش دارد. در ایران مرکزی سازند میلا گسترش بسیار زیادی پیدا می‌کند و به گروه میلا تبدیل می‌شود که شامل سازندهای کال شانه، درنجال و شیرگشت می‌باشد.